# Annemarie Verstappen
Annemarie Verstappen (n. 3 octombrie 1965, Rosmalen⁠(d), Brabantul de Nord, Țările de Jos) este o înotătoare olandeză, medaliată olimpică. A participat la o ediție a Jocurilor Olimpice (1984) în care a câștigat o medalie de argint și două medalii de bronz.